# Вено (город)
Вено (англ. Weno) — город Федеративных Штатов Микронезии в штате Чуук. Город-остров располагается в центре западной части Тихого океана к северу от экватора. В городе есть аэропорт, гостиницы, рестораны и подводные пещеры для дайвинга. Численность населения составляет 13 856 человек (2010). Вено также иногда называют Моэн.

## География
Город располагается на островах Трук. Также там расположены деревни (Сапук, Пения, Пениесене, Туннук, Мечитив, Ирас, Непукос, Мван, Нейве и Вичап, Эпинуп). Является главным центром торговли островов. Вено — столица штата и второй по численности населения остров Федеральных штатов Микронезии с населением 13 856 человек по переписи 2010 года.
Самая высокая точка — гора Терокен, высота 364 м.

## Транспорт
В Вено имеется есть единственный аэропорт в штате — Международный аэропорт Чуук. В некоторых частях острова дорог фактически нет. Общественного транспорта не существует, но жители могут воспользоваться небольшим такси, чтобы попасть в разные части острова. В городе также есть одна коммерческая верфь для грузовых судов, которая также обслуживает корабли, работающие на пассажирских рейсах. Островитяне используют скоростные катера и корабли меньшего размера, чтобы добраться до других островов лагуны и отдаленных островов.